# Балотешти (Бакау)
Балотешти (рум. Balotești) насеље је у Румунији у округу Бакау у општини Станишешти. Oпштина се налази на надморској висини од 214 m.

## Становништво
Према подацима из 2002. године у насељу је живело 296 становника, од којих су сви румунске националности.